# Lövkrämskinn
Lövkrämskinn (Hypochnicium bombycinum) är en svampart som först beskrevs av Sommerf., och fick sitt nu gällande namn av J. Erikss. 1958. Lövkrämskinn ingår i släktet Hypochnicium och familjen Meruliaceae.  Arten är reproducerande i Sverige. Inga underarter finns listade i Catalogue of Life.

## Källor

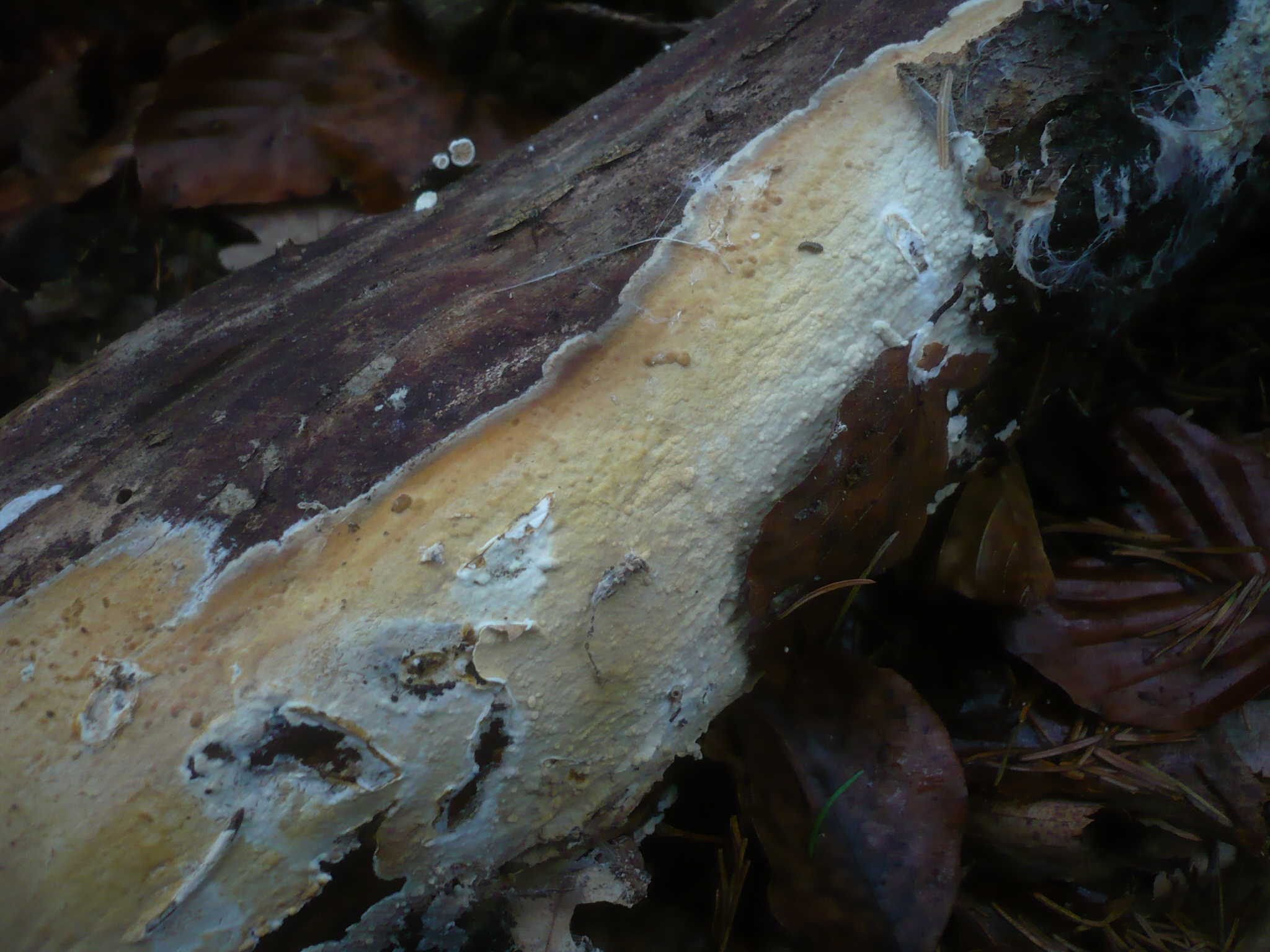